# Jordi Évole

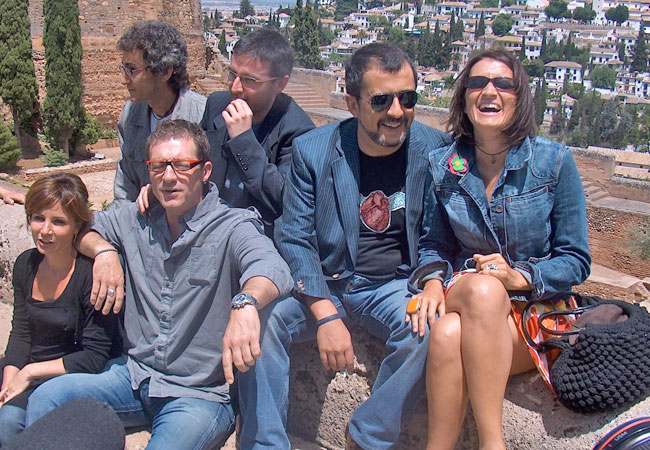
Jordi Évole (segundo por atrás a la izquierda) con Andreu Buenafuente y el equipo del programa Buenafuente en La Alhambra de Granada.

Jordi Évole Requena (Cornellá de Llobregat, Barcelona, 21 de julio de 1974) es un periodista, comunicador, cómico, presentador y guionista de televisión español. Actualmente es presentador de Lo de Évole en la cadena de televisión La Sexta.
Alcanzó la popularidad en la primera mitad de los años 2000 interpretando a su personaje El Follonero en los programas Una altra cosa y Buenafuente. Entre 2008 y 2019 presentó el programa Salvados en La Sexta. Escribe también artículos de opinión en el diario La Vanguardia y anteriormente en El Periódico.

## Biografía
Nacido en Cornellá de Llobregat, es hijo de madre granadina, Antonia Requena Hidalgo, y padre extremeño, Gonzalo Évole Hurtado. De pequeño estudió en la escuela de primaria Antoni Gaudí de Cornellá de Llobregat. Es sobrino tercero del presentador Jordi Hurtado, pues la abuela de Évole y el padre de Hurtado son primos hermanos originarios del pueblo cacereño de Garrovillas de Alconétar. Estudió la carrera de Comunicación Audiovisual en la Universidad Autónoma de Barcelona y empezó trabajando como locutor de partidos de fútbol regional en el programa Carrusel Cataluña (Radio Barcelona). También trabajó en los informativos de Telecinco y de la Cadena SER, aunque su primer contacto televisivo fue en la televisión local de Viladecans, Viladecans Televisió.

### El Terrat
En 2000 fichó como guionista de La cosa nostra, un programa que Andreu Buenafuente presentaba en la cadena autonómica catalana TV3. Desde entonces pertenece a la plantilla de la productora de este: El Terrat. Fue colaborador, subdirector y guionista del programa Buenafuente (La Sexta) e interpretó a uno de sus personajes más famosos, El Follonero, un supuesto crítico espontáneo del programa y de la actualidad, sentado entre el público. También participó en la primera gira teatral del grupo Terrat pack, donde visitó varias ciudades españolas junto a sus amigos Andreu Buenafuente, José Corbacho y Berto Romero.
En una de sus apariciones en Una altra cosa, en un gag preparado, El Follonero interrumpió la actuación en directo de Pau Donés (Jarabe de Palo) para alegar que este siempre cantaba lo mismo. El Follonero se hizo famoso en este gag, en el que gritó lo siguiente (traducido del catalán):

¿Eso qué es? ¿El disco nuevo? Eso es lo de siempre, hombre. Siempre haces lo mismo, cuarenta años haciendo lo mismo. Desde La Flaca no haces nada, tío". [...] "¡Pero si a mí me gustan! Lo que pasa es que en vez de Jarabe de palo son Jarabe del mismo palo!

La escena fue repetida en los zappings nacionales. En 2005, ya en Antena 3, Pau Donés visitó el programa Buenafuente, donde el presentador, Andreu Buenafuente, se disculpó, y El Follonero cantó una versión disculpa de La Flaca. Finalmente se abrazaron y se declaró gran seguidor del grupo.

### Salvados
Su trabajo le permitió presentar un programa en la cadena La Sexta, Salvados, en el cual inicialmente se realizaron capítulos como Salvados por la campaña, dedicado a la campaña electoral de las elecciones generales españolas de 2008, Salvados por la Iglesia, Salvados por la Eurocopa y Salvados por los toros. Con el inicio de la segunda temporada, el 19 de octubre de 2008, abandonó su carácter temático y pasó a emitirse semanalmente. En sus primeras temporadas el humor estaba muy presente, si bien se iría diluyendo para dar paso a un espacio más centrado en lo periodístico. Actualmente Salvados es una referencia de programa crítico con la situación social.
En 2016, Salvados estrenó temporada con Astral, donde se cuenta la historia de un velero de lujo reconvertido cuando su dueño pensó que no podía seguir disfrutando del barco sabiendo que había tanta gente arriesgando su vida lanzándose al mar, ese mismo Mediterráneo por el que él navegaba, y lo cedió a la ONG Proactiva Open Arms. Previamente a esta emisión, Astral se estrenó en las salas de cine, con 7.400 entradas vendidas y 35.000 euros recaudados.

### Lo de Évole
En 2019 anuncia que deja la presentación de Salvados y emprende Lo de Évole, también producido por Producciones del Barrio para La Sexta.

### Otros trabajos
Jordi Évole también colabora con artículos de opinión en el diario La Vanguardia y en el deportivo Mundo Deportivo.
El 23 de febrero de 2014 se emitió en La Sexta el falso documental, dirigido por Évole, Operación Palace, en el que, a través de testimonios de protagonistas de la época como políticos y periodistas, ofrece una nueva versión de los acontecimientos del golpe de Estado de 23 de febrero de 1981, según la cual fue todo un montaje conocido y autorizado por todos los partidos políticos que en el momento tenían representación parlamentaria. Su emisión alcanzó una enorme repercusión en prensa escrita y redes sociales, y se convirtió en la emisión de carácter no deportivo más vista en la historia de la cadena, con 5,2 millones de espectadores y un 23,9 % de cuota de pantalla.

## Producciones del Barrio
En octubre de 2015, Jordi Évole pone en marcha su propia productora junto con Ramón Lara: Producciones del Barrio. En esta nueva etapa llegaron productos como el documental Astral, un retrato de la crisis de refugiados que vive el Mediterráneo. El documental se ha proyectado en más de 250 salas de todo el mundo y ha recibido distintos premios, como el Sol de Oro en el Festival Internacional de Cine de Medio Ambiente en Barcelona y el Premio Iris del Jurado 2017. Bajo la producción ejecutiva de Jordi Évole, la productora ha estrenado otros formatos, emitidos en La Sexta, como Malas Compañías (2017), presentado por Cristina Pardo, y Bienvenidas al norte, bienvenidas al sur (2018).

## Entrevistas destacadas
- En una ocasión, El Follonero consiguió hacer una entrevista al entonces ministro de Defensa de España, José Bono, en su propio coche privado, preguntándole por su acento.

- En 2005, El Follonero entrevistó a la periodista Susanna Griso, con quien simuló haber tenido relaciones amorosas, al ofrecerle que se tocase la oreja durante el informativo si quería una cita con él. Los periodistas Roberto Arce y José Antonio Luque se tocaron la oreja en ese mismo informativo.[14]

- En 2006 llegó a interrumpir la gala del centenario del diario Mundo Deportivo únicamente para felicitar por su cumpleaños al entonces príncipe de Asturias, Felipe de Borbón, cantando en voz alta el Feliz cumpleaños.

- Otra broma de Jordi Évole interpretando a El Follonero fue en Venezuela en 2007, donde intentó entrevistar al presidente, Hugo Chávez, y darle un regalo. Esto casi le llegó a causar problemas graves con la policía venezolana y parte de su gobierno.[14]

- En 2010 entrevistó a Josep Anglada invitándole a recorrer la ciudad de Vich, haciéndole pasar situaciones comprometedoras con la población inmigrante, especialmente magrebí.
- En 2017 Évole entrevistó al presidente venezolano Nicolás Maduro.
- En 2019 entrevistó al papa Francisco.

- En 2020 entrevistó a Pau Donés en el valle de Arán, donde éste decidió vivir sus últimos días. También entrevistó a Lionel Messi en diciembre de 2020.
- En 2023 realiza el documental Amén. Francisco responde, donde reúne al papa Francisco con jóvenes de diferentes creencias e identidades sexuales.[15]
- El 15 de diciembre de 2023 se estrena en Netflix el documental No me llame Ternera, codirigido con Màrius Sánchez y en el que se realiza una profunda entrevista al que fue el jefe del grupo terrorista ETA, Josu Ternera. El documental se estrenó en el Festival de San Sebastián del mismo año.

## Vida privada
Jordi padece cataplexia, habiendo sufrido ataques en directo durante El hormiguero y El intermedio.

## Televisión
- La Cosa Nostra (1999), guionista y actor.
- Una Altra Cosa (2002), guionista y actor.
- Buenafuente, subdirector, guionista y actor.
- Que no surti d'aquí.
- Arroz con leche (2007) culebrón venezolano. Invitado especial.
- Salvados (2008-2019), director, productor y presentador.
- Zapeando (2014; 2018), invitado
- Liarla Pardo (2018), invitado
- Malas Compañías (2017-2018), productor ejecutivo.
- Bienvenidas al norte, bienvenidas al sur (2018), productor ejecutivo.
- Hasta los 100 y más allá (2018), productor ejecutivo.
- Familias Reales (2018), productor ejecutivo.
- Lo de Évole (2020-presente)

## Premios
- Premios Turia 2008: ganador del Premio Huevo de Colón.
- Premio Ondas 2008 a la innovación o a la calidad televisiva por Salvados por la campaña.
- Antena de Oro (2010).
- Premio Ondas 2011 al mejor presentador de televisión.[17][18]
- Premio Blanquerna al Mejor Comunicador (2011).[19]
- Premio Iris al mejor reportero por el programa Salvados (2012) en Televisión.
- Premio Iris al mejor programa de actualidad Salvados (2012) en Televisión.
- Premio Internacional de Periodismo Manuel Vázquez Montalbán (2013) en la categoría de Periodismo Cultural y social.[20]
- Premio Iris al mejor reportero por Salvados (2013) en Televisión.
- Premio Iris al mejor programa de actualidad: Salvados (2013).
- Premio Ondas 2013 Mejor cobertura especial o informativa: 'Salvados, programa dedicado al accidente del Metro de Valencia, La Sexta'♙
- Premio Nicolás Salmerón de Derechos Humanos edición del año 2013.[21]
- Premio Òmnium de Comunicació (2013).[22]
- III Premio Estatal del Trabajo Social (2014).
- Premio Libertad (2014) otorgado en masonería por la Logia Blasco Ibáñez de Valencia por su apuesta en pro de la libertad de expresión e información y por extensión en el apoyo que dio a las víctimas del metro de Valencia en el programa Salvados.
- Premio Iris al mejor reportero por Salvados (2014) en Televisión.
- Premio Joan Ramón Mainat (2015).
- Premio Ondas 2019 al mejor programa de actualidad Salvados y por las entrevistas a Nicolás Maduro y El Papa Francisco.